# Institutul de Studii Europene din Moldova
Institutul de studii europene din Moldova (ISEM) este o instituție neguvernamentală din Republica Moldova, specializată în programe de instruire politică de scurtă durată (seminare, școli de vară) și popularizarea ideii europene în societatea moldovenească. ISEM este cel mai vechi ONG moldovenesc specializat în integrare europeană. A fost fondat din inițiativa politologului Oleg Serebrian la 1 iunie 1997 (activînd pînă în iunie 1999 ca secție moldovenească a Centrului Internațional de Formare Europeană). În iunie 1999 s-a înregistrat ca organizație neguvernamentală independentă având denumirea "Centrul de Formare Europeană din Moldova" (CFEM). Director executiv al CFEM din 1999 și până în 2001 a fost politologul Mihai Cernencu. În 1999 CFEM, în cooperare cu Universitatea Liberă  din Moldova (ULIM) și cu sprijinul financiar al Fundației Robert Schuman din Paris, a lansat primul masterat de studii europene din Republica Moldova. 
Din anul 2001 funcția de director executiv al ISEM o deține politologul Igor Klipii. Între anii 2001 și 2009 Institutul a editat săptămînalul național „Democrația”. În perioada 2006 - 2009, în stațiunea Vadul lui Vodă, în parteneriat cu Mișcarea Europeană din Moldova și Institutul European de Înalte Studii Internaționale din Nisa, ISEM a organizat patru sesiuni anuale ale Universității Estivale a Mării Negre. 
Din aprilie 2009 ISEM își are sediul în incinta Universității "Perspectiva" din mun. Chișinău.